# Shoujo Sect
Shoujo Sect (яп. 少女セクト сё:дзё сэкуто) — серия хентайной манги Кэна Куроганэ (яп. 玄鉄絢) в жанре юри, выходившая в журнале Comic MegaStore компании Core Magazine с 2003 по 2005 год и позднее изданная в двух томах. Трёхсерийная OVA Shoujo Sect: Innocent Lovers была выпущена в июле 2008 года.

## Сюжет
Действие разворачивается вокруг двух девушек — Синобу Ханды и Момоко Найто. Семь лет назад, случайно познакомившись с Момоко в парке, Синобу влюбилась в неё с первого взгляда. Теперь обе учатся в одной школе для девочек, однако Момоко совершенно не помнит Синобу, в то время как Синобу по-прежнему влюблена.

## Персонажи
Момоко Найто (яп. 内藤 桃子 Найто: Момоко)
Сэйю: Канамэ Юдзуки
Синобу Ханда (яп. 藩田 思信 Ханда Синобу)
Сэйю: Минами Хокуто
Мая Эндзёдзи (яп. 燕条寺 真弥 Эндзё:дзи Мая)
Сэйю: Соёги Тоно
Кирин Сувабэ (яп. 諏訪部 麒麟 Сувабэ Кирин)
Сэйю: Ай Миясита
Кёко Хаято (яп. 隼砥 教子 Хаято Кё:ко)
Сэйю: Асука Ходзё
Тидзуру Комаи (яп. 狛井 千鶴 Комаи Тидзуру)
Сэйю: Каэдэ Ямадзаки
Сигурэ Комаи (яп. 狛井 時雨 Комаи Сигурэ)
Сэйю: Риса Мацуда

## Медиа

### Манга
Манга за авторством Кэна Куроганэ выходила с 17 июня 2003 года по 17 июня 2005 года в журнале Comic MegaStore издательства  Core Magazine.
| № | Дата публикации    | ISBN                   |
| - | ------------------ | ---------------------- |
| 1 | 18 августа 2005 г. | ISBN 978-4-877348-82-3 |
| 2 | 19 апреля 2006 г.  | ISBN 978-4-877349-79-0 |
| 3 | 14 ноября 2015 г.  | ISBN 978-4-864368-50-6 |

### Аниме
В апреле 2008 года было заявлено, что по мотивам манги будет снято аниме в формате OVA. Производством экранизации занималась студия Amarcord совместно со студией Studio Tulip, под руководством режиссёров Рюки Мидорики и Масато Китагава по сценарию Маюми Иcида, за музыкальное сопровождение отвечал композитор Пинкман. Выпуск OVA проходил с 25 июля по 25 ноября 2008 года.

#### Список серий
| 1 | First Period «Ити дзигэммэ» (1 時限目) | 25 июля 2008 г.     |
| Шестнадцатилетняя девушка Синобу Ханда в детстве была влюблена в свою ровесницу Момоко Найто. Сейчас Момоко забыла о ней. В школе, в которой учатся главные героини, рассказывают истории о кукле, которая исчезла во время секса со своей подругой. Тидзуру Комаи влюблена в свою сестру Сигурэ, о чём признаётся ей по совету Момоко (которая не знает, в кого она влюблена). Синобу тем временем советует признаться в любви к сестре Сигурэ. Сёстры занимаются любовью. В это время Май, одна из поклонниц Синобу, целует её в губы, пока та спит, но Синобу замечает это и решает сексуально наказать девушку со своей подругой Кирин. После секса Синобу предлагает Май стать её второй служанкой (обещая дать возможность целовать её каждый день), на что Май и соглашается. Тидзуру признаётся Момоко в том, что влюблена в сестру, Момоко это не нравится, и она осуждает Синобу за её совет. Синобу намекает ей на их отношения в детстве, но Момоко не вспоминает её. |                                        |                     |
| 2 | Second Period «Ни дзигэммэ» (2 時限目) | 25 сентября 2008 г. |
| 3 | Third Period «Сан дзигэммэ» (3 時限目) | 25 ноября 2008 г.   |
| Наступил День святого Валентина. Май покупает шоколад и помаду, которой пользуется Синобу (чтобы привлечь её внимание). Накрасив губы этой помадой, она идёт к Синобу. Синобу и Кирин ждали Май, чтобы пойти в школу. Когда Май вышла, Синобу сразу заметила на её губах свою помаду и сказала Кирин, чтобы она шла без них. Кирин ушла в школу и встретила там Момоко, а Синобу и Май отправились в комнату наказаний, где занялись сексом. Синобу при помощи сексуальных пыток хочет узнать, почему Май пользовалась её любимой помадой. Сначала Май говорит, что это просто случайность, но потом признаётся, что хочет присоединиться к Синобу и Момоке, когда они будут вместе. Синобу обещает подумать над этим. После этого Синобу и Май приходят в школу. Синобу дарит Момоко шоколад, купленный Май. Потом Момоко видит Синобу сидящей в одиночестве на скамейке и хочет подойти к ней, как вдруг к Синобу подходит девушка, и та даёт ей тот же шоколад, что она подарила Момоко. Момоко уходит. Это видела Саюри, которая хотела заняться сексом с Синобу, но та не обращала на неё внимания, потому Саюри решает добиться её с помощью компромата на Момоко и Хаято, что ей удается, и Саюри насилует Синобу. В это время Момоко проходила мимо и услышала стоны Синобу. Открыв запертую дверь, она увидела дрожащую Синобу и довольную Саюри. Саюри уходит, а Момоко хочет узнать, что здесь случилось, но, увидев разорванную фотографию (компромат на неё и Хаято), понимает, что Саюри насиловала Синобу, и решает отомстить ей за это. Синобу просит Момоко не делать этого, но Момоко догоняет Саюри и бьёт её по лицу. Та падает и случайно нажимает кнопку тревоги. После произошедшего совет директоров исключил Саюри, а Момоко по собственному желанию перевелась в другую школу. Когда Момоко собирала вещи, ей позвонила Кирин, сообщив, что Синобу пропала и что её может найти лишь Момоко. Момоко отправляется в парк. Там она вспоминает первую встречу с Синобу и их первый поцелуй. Момоко находит Синобу, и они обнимаются. Позже они направляются в отель, где занимаются сексом и говорят, что любят друг друга. На следующий день Синобу и Май стоят на балконе, Синобу вспоминает вчерашний вечер. Момоко дарит Синобу кольцо и говорит, что никогда не бросит её и всегда будет рядом с ней. После флэшбека Май спрашивает Синобу, что она решила, и та отвечает, что они присоединятся к Момоко только после окончания школы. Май, радуясь этим словам, целует Синобу в губы, на что Синобу ей улыбается. |                                        |                     |